# Guarini (cognome)
Guarini è un cognome di lingua italiana.

## Varianti
Guarin, Guarino, Guerin, Guerini, Guerino, Guerrin, Guerrini, Guerrino, Guerrisi, Varin, Varini.

## Origine e diffusione
Il cognome è tipicamente pugliese.

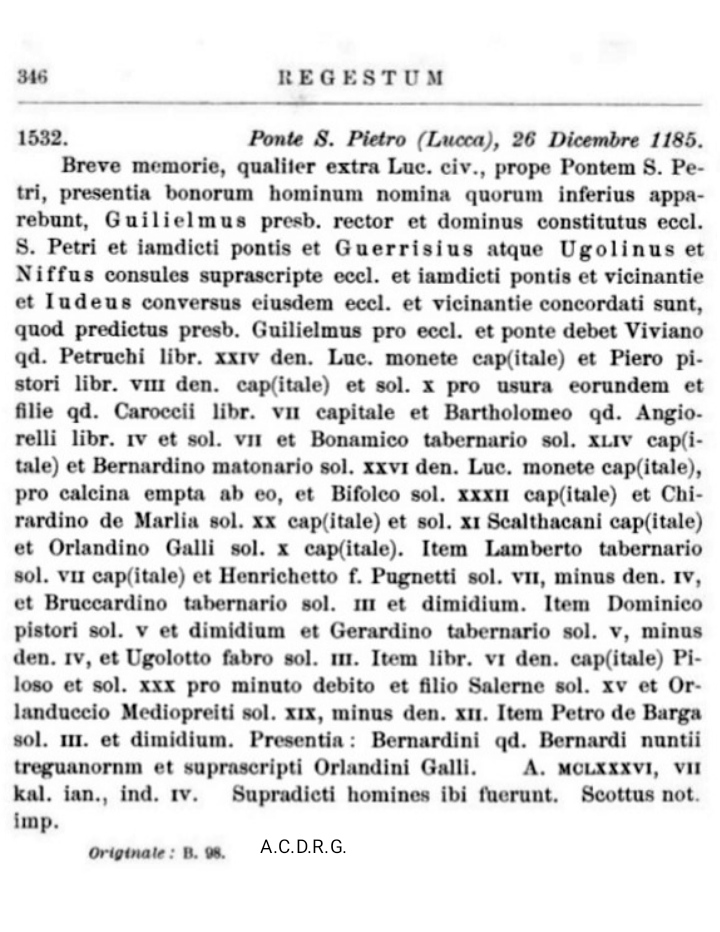
Guerrisius clericus beneficiario 1181-1185

Potrebbe derivare dal prenome Guarino, derivato dal germanico werra, "attacco".
In Italia conta circa 755 presenze.
La variante Guerrisi (Guerrisius nobile soldato-giudice menzionato per la prima volta in un documento del 1186 del ”Codice diplomatico del Regno di Carlo I e II d’Angio”). è tipicamente reggina; Varini è lombardo, modenese e reggiano; Varin è friulano; Guerini è chiaramente lombardo; Guerrini e Guerrino compaiono nel nord Italia; Guerrin è veneziano; Guarino è panitaliano.

## Persone
- Marco Antonio Guarini – storico e letterato italiano
- Massimo Guarini – autore di videogiochi, scrittore e regista italiano
- Raimondo Guarini – storico, archeologo ed epigrafista italiano